# Honor kawalerzysty
Honor kawalerzysty (ang. In Pursuit of Honor) – amerykański western z 1995 roku.

## Obsada
- Don Johnson - Sierżant Libbey
- Gabrielle Anwar - Jessica Stuart
- Craig Sheffer - Porucznik Buxton
- Rod Steiger - Pułkownik Owen Stuart
- Bob Gunton - Pułkownik Hardesty
- James Sikking - Generał McArthur
- John Dennis Johnston - Sierżant Thomas Mulcahey
- Robert Coleby - Sierżant James Shattuck
- Neil Melville - Sierżant Sean Quinlain
- Terence Crawford - Major Timothy Forrest
- Peter Curtin - Sierżant Ernest Gruber
- Brian McDermott - Sierżant Nathaniel Rutherford
- Justin Monjo - Kapitan Geoffrey Overton
- Nick Holland - Sierżant
- Warwick Young - Oficer
- Peter Kent - Kapral
- Scott McLean - Reporter